# Arthur Good
Pour les articles homonymes, voir Good et Tit.
Arthur Good (Montivilliers, 26 août 1853 - Paris, 30 mars 1928), ingénieur français des Arts et manufactures, a écrit, à la fin du XIXe siècle, sous le pseudonyme de Tom Tit des articles hebdomadaires dans L'Illustration sous le titre « La Science amusante ». 

## Biographie
Arthur Good est né à Montivilliers (Seine-Maritime), il est fils de pasteur. Il entre à l'École centrale des arts et manufacture de Paris et en sort diplômé en 1876.
Il travaille comme vulgarisateur scientifique dans divers périodiques : d'abord à L'Illustration, puis au Petit Français illustré, où il propose des rubriques récréatives, qu'il commence à regrouper sous forme d'albums à partir de 1889, sous le nom de La Science amusante, illustré par des gravures de Louis Poyet. Ces rubriques hebdomadaires proposaient des explications concernant des expériences de physique exécutées à l'aide d'objets usuels (par exemple : « Le bouchon récalcitrant », « L'œuf valseur »), des démonstrations de théorèmes géométriques connus à l'aide d'objets divers, des récréations ou jeux scientifiques, de petits travaux d'amateurs, des tours de ficelles… Le succès de ces volumes fut important jusqu'en 1914 : on connaît 59 éditions successives, sans compter les traductions dans le monde entier.
Arthur Good est, de 1885 à 1888, le directeur d'un périodique, Le Chercheur, journal des inventions nouvelles. Il signe également pour La Nature.
En Suède, un espace consacré aux sciences a été ouvert sous le nom de « Tom Tits Experiment » en 1985.

## Ouvrages publiés

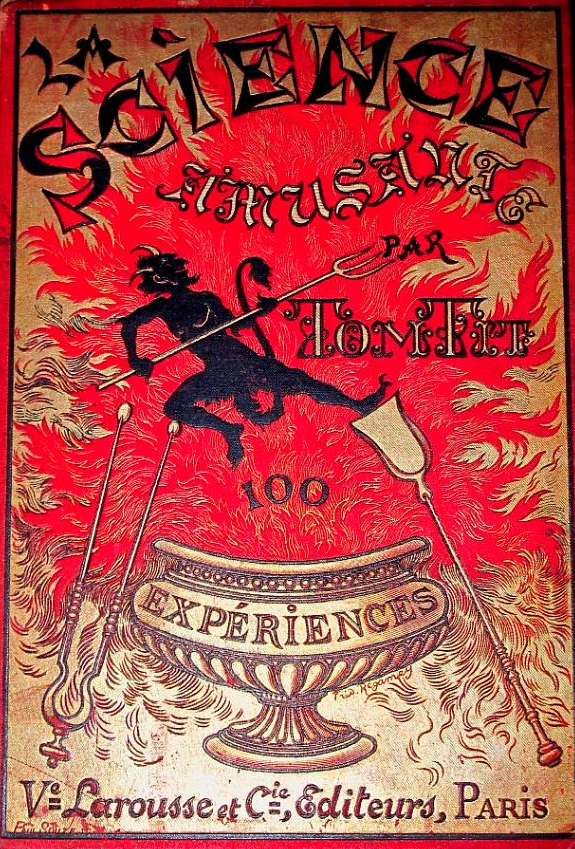
Couverture de La Science amusante, 2e édition (1890), dessinée par Frédéric Régamey.

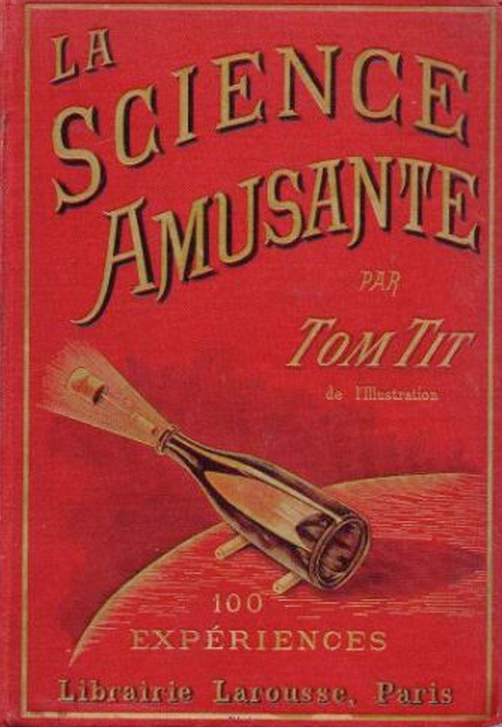
Couverture du premier volume de La Science amusante (3e édition, 1893).

- Édition originale, publiée chez Larousse :
  - La Science amusante
    - Première série  1 vol. In-8°, 100 expériences, 115 gravures (1890).
    - Deuxième série  1 vol. In-8°, 106 expériences, 150 gravures (1892).
    - Troisième série 1 vol. In-8°, 100 expériences, 118 gravures (1894).
- Édition originale, Plon-Nourrit et Cie :
  - Pour amuser les petits ou les joujoux qu'on peut faire soi-même : album de 50 pages, avec plus de 200 sujets dessinés d'après nature, texte et dessins en couleur par Tom Tit.
- Édition originale, Armand Colin :
  - La Récréation en famille : récréations manuelles, devinettes scientifiques, jeux de casse-tête, etc.
- Édition originale, Vuibert et Nony :
  - Les Bons Jeudis : travaux manuels, attrapes et devinettes, escamotage, exhibitions fantaisistes.
- Édition originale, Paul Lechevalier (12, rue de Tournon) :
  - Joujoux en papier : l'un des premiers livres en français avec de l'origami, dessins de N. Boudarel (août 1924).

- Rééditions :

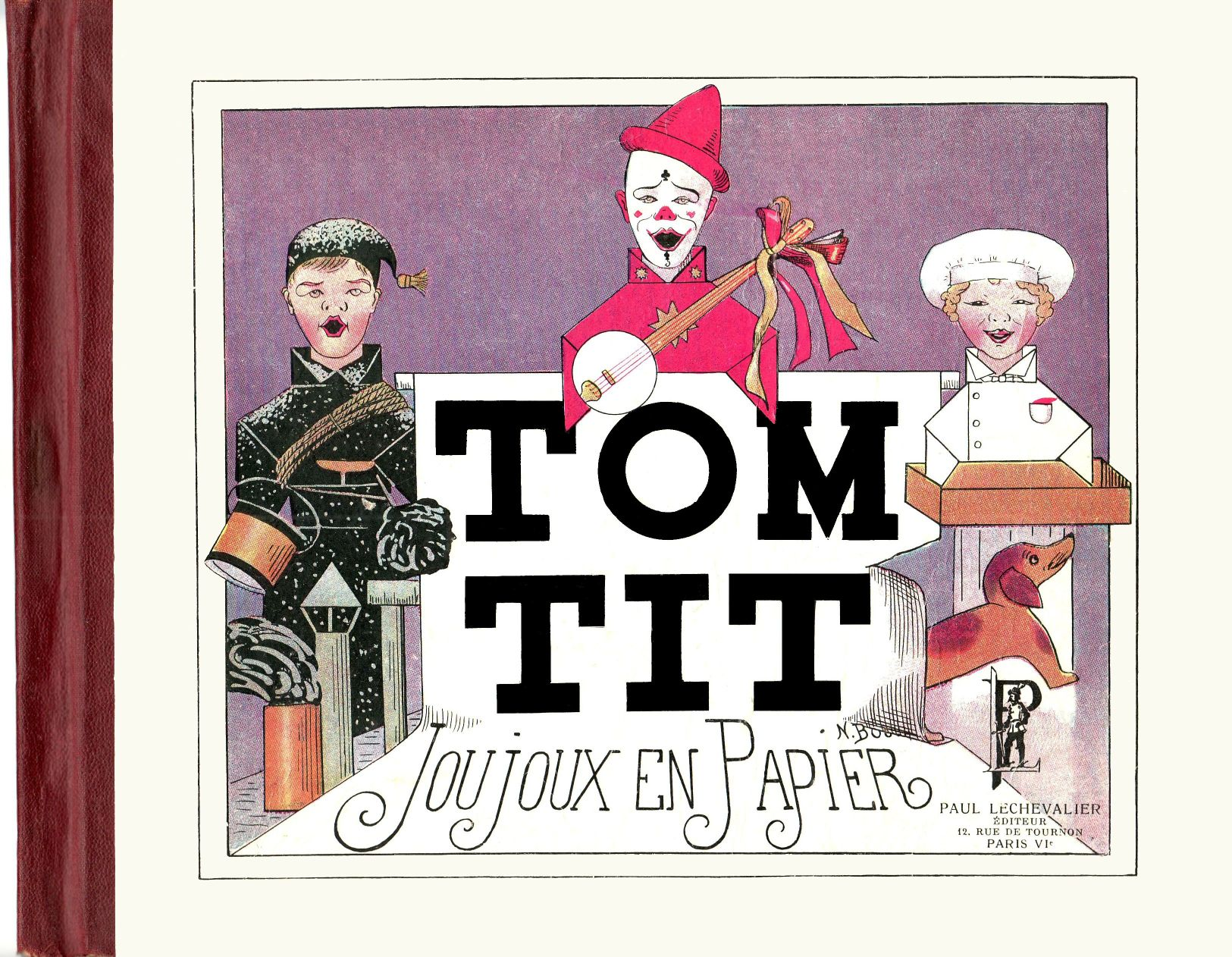
Tom Tit - Joujoux en papier (1924).

  - La Science amusante (11/2005)  (ISBN 2-03-513010-7) 3 volumes.
  - La Science amusante (2012)  (ISBN 978-90-8619-012-6) volume 1.
  - La Science amusante (2007)  (ISBN 978-90-8619-007-2) volume 2.

- Édition en vignettes publicitaires (1959) :
  - La marque de bonbon Kréma utilise les livres La Science amusante pour la création de deux séries de 48 vignettes : 
    - série « Expériences Kréma »[3].
    - série « Ombromanies Kréma »[4] dont quelques ombromanies sont décrites dans le 1er livre La Science amusante.